# Louis Cuignet
Pour les articles homonymes, voir Cuignet.
Louis-Benjamin-Cornil Cuignet (quelquefois orthographié à tort Guignet), né à Bergues le 13 décembre 1857 et mort à Boulogne-Billancourt le 8 juillet 1936, est un militaire français, également militant politique engagé à l'extrême droite.
Bien qu'antidreyfusard, il a joué un rôle décisif dans la résolution de l'affaire Dreyfus en découvrant en 1898 la falsification d'une pièce essentielle du dossier monté contre le capitaine Dreyfus (le « faux Henry »).

## Biographie

### Rôle pendant l'affaire Dreyfus
Saint-Cyrien (promotion des Zoulous 1878-1880), officier breveté d'état-major, le capitaine d'infanterie Cuignet est appelé en mai 1898 auprès du général Gonse pour aider Adolphe Wattinne, gendre du général Billot (alors ministre de la Guerre), à mettre en ordre le dossier de l'affaire Dreyfus.
Maintenu à ce poste après le remplacement de Billot par Cavaignac, dont il devient l'officier d'ordonnance, il entre dans l'histoire le 13 août 1898 vers 22 heures : alors qu'il examine les pièces du dossier secret à la lumière de sa lampe, il découvre que le seul document réellement accablant pour le capitaine juif, une lettre de l'attaché militaire de l'ambassade d'Italie Panizzardi à son homologue allemand Schwartzkoppen, est constitué de deux feuilles qui diffèrent légèrement par la teinte de leur quadrillage. La partie contenant le nom de Dreyfus a été rajoutée à la lettre subtilisée au diplomate allemand et apportée en 1896 par le colonel Henry. Ce dernier est donc un faussaire. Ami du colonel, Cuignet décide cependant, par acquit de conscience, de révéler sa découverte au général Roget et à Cavaignac. Arrêté quelques jours plus tard, Henry se suicide après avoir avoué sa forgerie. L'événement rend inévitable la révision du procès du capitaine Dreyfus, à laquelle Cuignet est farouchement opposé.
Par la suite, tourmenté par les conséquences de son choix cornélien, Cuignet minimise la responsabilité de son défunt ami par rapport à celle du colonel du Paty de Clam, suggère que le faux n'avait eu pour but que de contrer les manœuvres de Picquart en faveur de Dreyfus et continue à affirmer la culpabilité de ce dernier. Il devient ainsi une des figures emblématiques de l'antidreyfusisme, « notre Picquart à nous » comme le dira Gyp.

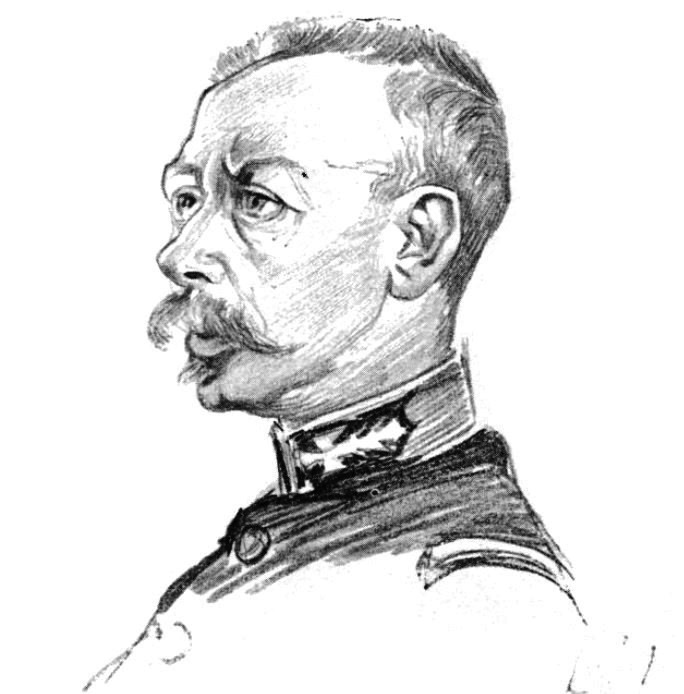
Cuignet, témoin lors du procès de Rennes le 19 août 1899 (dessin d'audience par Malteste).

Cuignet est promu commandant en avril 1899. Toujours chargé du dossier secret et de sa communication aux magistrats de la Cour de cassation, il fait fuiter certains détails de l'instruction dans les journaux antidreyfusards. C'est ainsi que Le Petit Journal publie un échange épistolaire tendu entre le ministre de la Guerre et celui des Affaires étrangères au sujet de la déposition du diplomate Maurice Paléologue. Informé de la faute du commandant, son nouveau ministre de tutelle, Camille Krantz, le met en non-activité par retrait d'emploi le 12 mai 1899. Cette disgrâce accentue la radicalisation de Cuignet. Après avoir adressé une lettre de récriminations au président du conseil à l'insu du nouveau ministre de la Guerre, le général André, ce dernier lui inflige soixante jours d'arrêt de forteresse au Mont Valérien entre décembre 1900 et février 1901. André contraindra également le commandant à se soumettre à d'humiliants examens psychiatriques. Réintégré dans les cadres de l'armée depuis 1902 (au sein du 128e RI à Bergerac), Cuignet se rend responsable de plusieurs attaques publiques contre André, s'attirant ainsi une nouvelle mise en non-activité en février 1906. Il est finalement mis à la retraite quelques mois plus tard.
En 1906, Cuignet, comme la totalité du camp nationaliste et antisémite, s'insurge contre l'arrêt qui vient de casser la condamnation de Dreyfus sans renvoi, arguant, en une lecture littérale et abusive du texte, que l'article 445 du Code d'instruction criminelle ne peut être ainsi entendu que si le délit ou le crime n'existe pas. Le 16 septembre 1908, profitant du bruit médiatique causé par le procès de Louis Grégori, il adresse une lettre ouverte insultante à Ballot-Beaupré, premier président de la Cour de cassation, dans laquelle il fustige la « fraude » dont se serait rendue coupable « une assemblée de magistrats indignes ». Publié par L'Action française, dont il est devenu un des héros, ce brûlot est affiché par les nationalistes dans plusieurs villes de France.

### Militantisme d'extrême droite

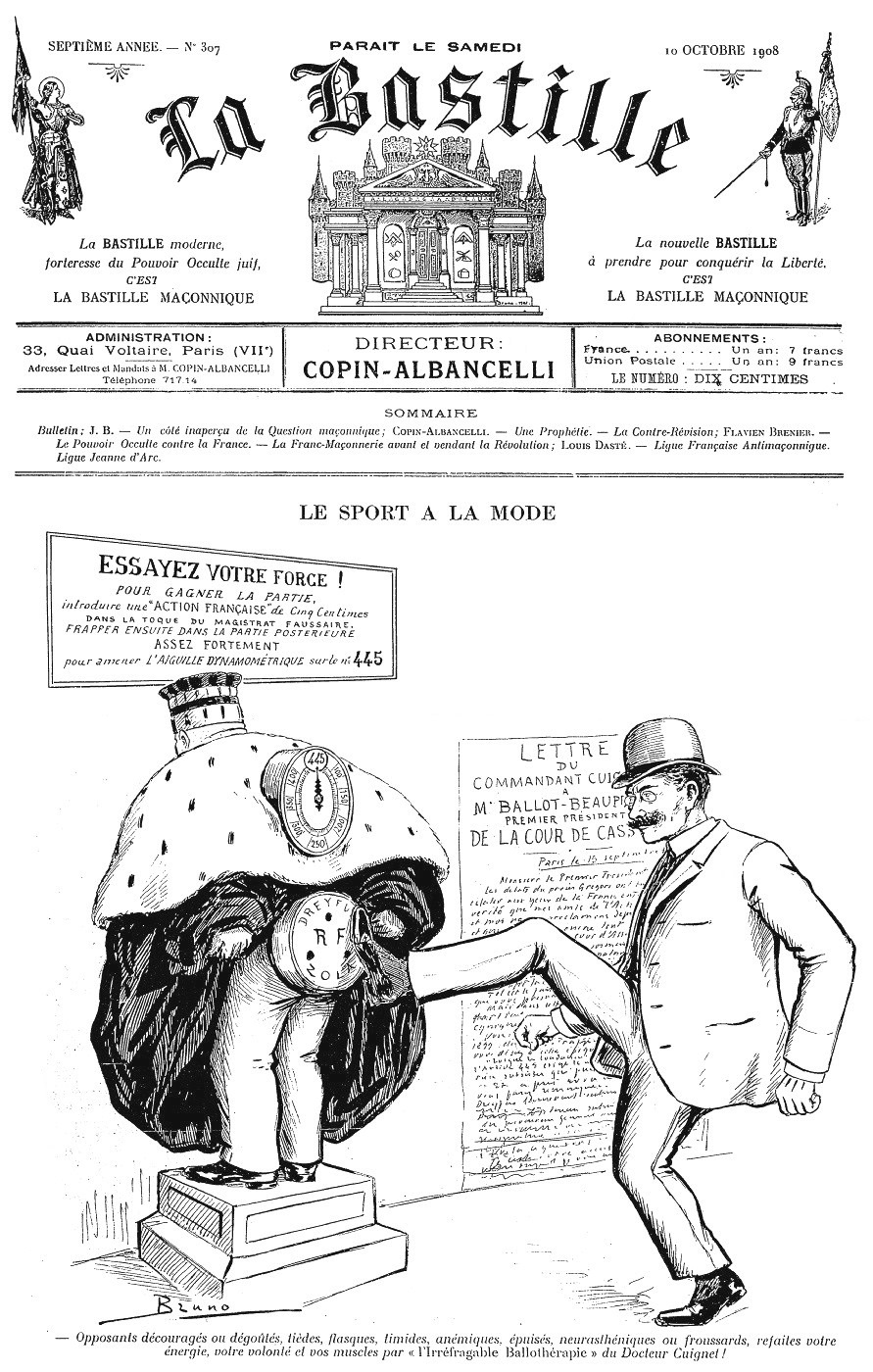
Dessin satirique de La Bastille à propos de la lettre ouverte de Cuignet à Ballot-Beaupré.

Au cours de ces années marquées par les derniers remous de l'affaire, l'antidreyfusisme acharné de Cuignet lui fait rejoindre les rangs de la frange antisémite et antimaçonnique de l'opposition nationaliste. En 1906, il appartient au comité directeur de la Ligue française antimaçonnique (LFA) de Paul Copin-Albancelli, qui vient alors de fusionner avec les ligues du commandant Driant. En 1910, une scission provoque le départ de Copin-Albancelli. Soutenu par le secrétaire général de la LFA, Flavien Brenier, Cuignet est propulsé à la présidence de la ligue, qu'il dote d'un mensuel, La Revue antimaçonnique. En 1912, Cuignet cède la présidence au commandant de Fraville. Cependant, nommé président d'honneur en même temps que Driant, il accepte de donner des cours à l'Institut antimaçonnique créé sous l'égide de la LFA. En tant que partisan du royalisme, il côtoie également les milieux de l'Action française, dont le journal publie en 1911 les Souvenirs de l'affaire Dreyfus rédigés par le commandant.
Influencé notamment par les écrits de Gougenot des Mousseaux, il croit à l'existence d'un complot judéo-maçonnique qu'il rend responsable de la diffusion des idées des Lumières, des révolutions, de la République et de la démocratie :

« La Franc-Maçonnerie n'est que l'instrument du pouvoir juif qui s'efforce d'établir la domination universelle d'Israël. C'est par la Franc-Maçonnerie que progressent dans le monde ces « principes modernes » dans lesquels le Synode israélite de Leipzig, en 1869, saluait le gage de l'impérialat d'Israël sur les nations. Pour lutter efficacement contre la Franc-Maçonnerie, il faut donc combattre ces « principes modernes », et premièrement la thèse de la bonté native de l'homme popularisée par Jean-Jacques Rousseau. La liberté et l'égalité, au sens maçonnique de ces mots, sont également des choses mauvaises, comme est mauvais le suffrage universel, qui met les plus grands intérêts d'un pays à la discrétion des incompétences. »

— Commandant Cuignet, Discours d'ouverture du 3e congrès de la LFA, 18 novembre 1911.

### Famille

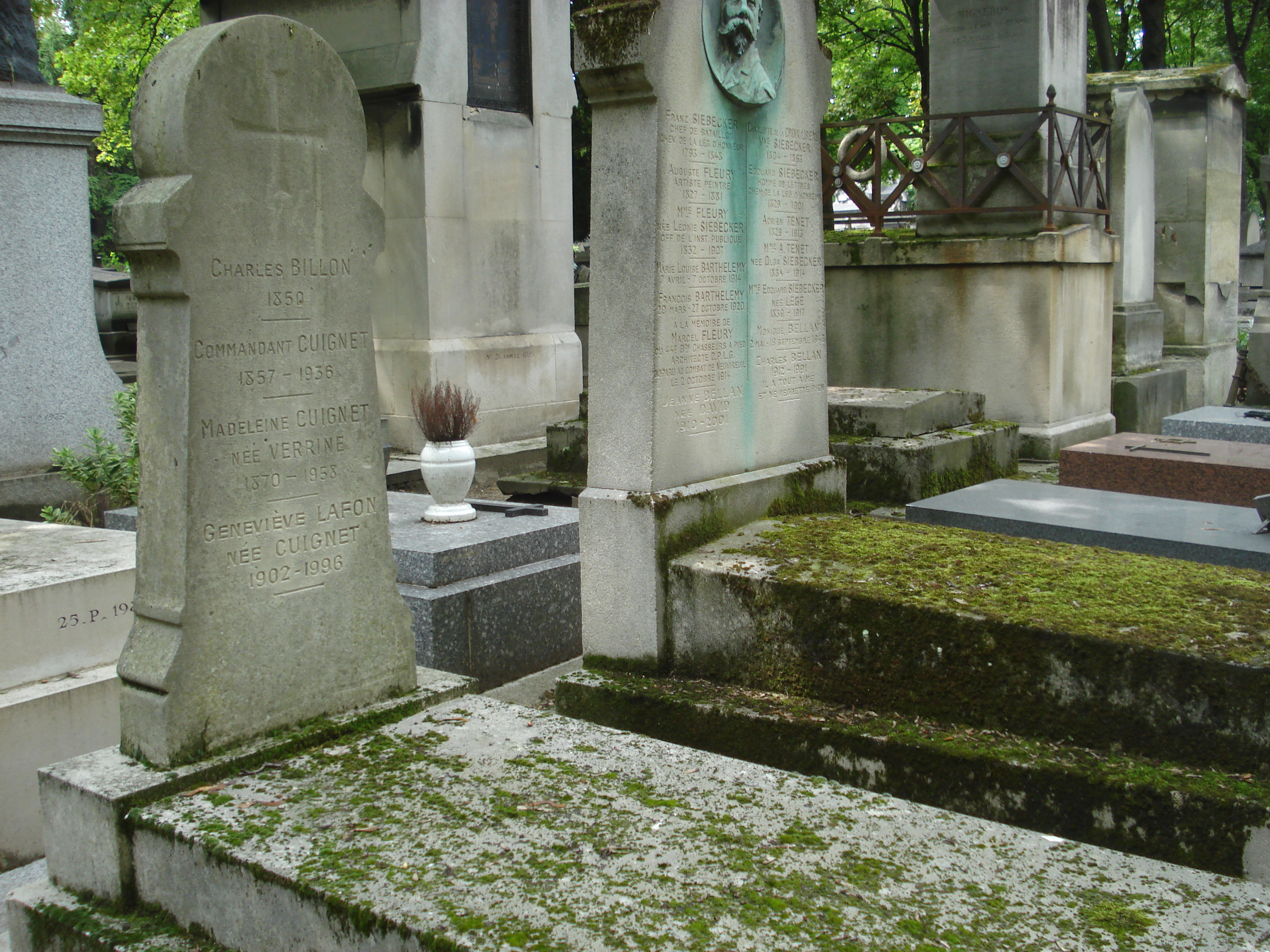
Tombe de Louis Cuignet au cimetière Montmartre.

Louis Cuignet est le fils de Benjamin-Désiré-Joseph Cuignet, né à Armentières, et de Clémence-Hortense Croisot, mariés à Dunkerque le 10 juin 1846.
En mai 1894, Louis-Benjamin-Cornil Cuignet a épousé Madeleine-Marie-Chantal Verrine. Le couple a eu plusieurs enfants, dont :
- Pierre-Marie-Justin-Joseph, né à Paris le 13 mai 1895[19]. Il est mort en 1916 près de Verdun lors des combats de la Première Guerre mondiale[20], au cours de laquelle son père a repris du service.
- André-Louis-Marie Cuignet, né le 9 octobre 1896[21], décédé le 6 avril 1958 à Rennes, a épousé Andrée-Marie-Eugénie Tardif en 1932.
- Marie-Catherine-Thérèse Cuignet, née le 25 novembre 1899[22], décédée le 17 novembre 1967 à Paris (5e arrondissement), a épousé Paul-Élie-Luc Lesourd (1898-1977) en 1924.
- Geneviève, née le 25 octobre 1902 à Bergerac, décédée le 10 septembre 1996 à Boulogne-Billancourt, a épousé Georges Lafon en 1925.
- Marie-Madeleine, née en 1909 et décédée en 1995, a épousé le capitaine de frégate Henri de Monicault (1903-1975)[1].

Louis Cuignet est inhumé au cimetière Montmartre (21e division, avenue Cordier).